# Manga (calciatore)
Manga, pseudonimo di Haílton Corrêa de Arruda (Recife, 26 aprile 1937 – Rio de Janeiro, 8 aprile 2025), è stato un calciatore brasiliano, di ruolo portiere, nonché detentore del record di presenze in Coppa Libertadores per un brasiliano con 72 gare all'attivo.

## Carriera

### Club
Cresciuto nelle giovanili dello Sport Recife, debuttò in prima squadra nel 1957, durante una tournée in Europa, grazie all'infortunio del portiere titolare Oswaldo Baliza contro lo Sporting Lisbona. Nel 1959 si trasferì al Botafogo, dove rimase per 9 anni, giocando 442 partite e subendo 394 gol. Dal 1957 al 1968 vinse cinque campionati statali, due tornei Rio-San Paolo e due Taça Guanabara.
Nel 1969 passò agli uruguaiani del Nacional Montevideo, dove giocò fino al 1974, vincendo quattro titoli dal 1969 al 1972. Nel 1974 tornò in Brasile, all'Internacional di Porto Alegre, con il quale vinse due campionati statali. Nel 1977 passò all'Operário, dove rimase per un solo anno prima di trasferirsi al Coritiba, con il quale vinse il Campionato Paranaense del 1978.
Nel 1979 tornò nello Stato di Rio Grande do Sul, giocando per il Grêmio. Nel 1981 si trasferì in Ecuador, al Barcelona Guayaquil, dove chiuse la carriera a 45 anni dopo la vittoria del campionato nazionale del 1981.

### Nazionale
Con la nazionale brasiliana giocò 12 partite nel periodo tra il 1965 e il 1967, partecipando a Inghilterra 1966.

## Palmarès

### Club

#### Competizioni nazionali
- Campionato Pernambucano: 3

Sport Recife: 1955, 1956, 1958
- Campionato Carioca: 5

Botafogo: 1957, 1961, 1962, 1967, 1968
- Torneo Rio-San Paolo: 3

Botafogo: 1962, 1964, 1966
- Taça Guanabara: 2

Botafogo: 1967, 1968
- Campionato uruguaiano: 4

Nacional Montevideo: 1969, 1970, 1971, 1972
- Campionato Gaúcho: 4

Internacional: 1974, 1975, 1976
Grêmio: 1979
- Campionato Matogrossense: 1

Operário: 1977
- Campionato Paranaense: 1

Coritiba: 1978
- Campionato ecuadoriano: 1

Barcelona Guayaquil: 1981

#### Competizioni internazionali
- Coppa Libertadores: 1

Nacional Montevideo: 1971
- Coppa Intercontinentale: 1

Nacional Montevideo: 1971
- Coppa Interamericana: 1

Nacional: 1971

### Individuale
- Bola de Prata: 2

1976, 1978